# Paul Rambourg
Pour les articles homonymes, voir Rambourg.
Paul Rambourg est un homme politique français né le 28 juin 1799 à Saint-Bonnet-le-Désert (Allier) et mort le 28 mars 1873 à Paris.

## Biographie
Paul Rambourg est le fils de Nicolas Rambourg , officier d'artillerie, à l'origine de l'industrialisation de Commentry, et d'Adélaïde Richard de Lisle. Il épouse la sœur d'Alexis de Monicault.
Industriel et maître de forges, concessionnaire des mines de Commentry, il est maire de Commentry de 1830 à 1864, puis maire de Néris-les-Bains en 1871, conseiller général, il est député de l'Allier de 1857 à 1863, siégeant dans la majorité soutenant le Second Empire.